# Nicolas Maury
Pour les articles homonymes, voir Maury.
Nicolas Maury est un acteur, chanteur et réalisateur français, né le 14 octobre 1980 à Saint-Yrieix-la-Perche, en Haute-Vienne.

## Biographie

### Débuts et formation
Nicolas Maury voit le jour à Saint-Yrieix-la-Perche, où ses parents dirigent une entreprise de pompes funèbres.
Il obtient un baccalauréat option théâtre au lycée Léonard-Limosin de Limoges. Sa carrière commence alors qu'il vient d'entrer au Conservatoire à rayonnement régional de Bordeaux, en obtenant un petit rôle dans le film Ceux qui m'aiment prendront le train de Patrice Chéreau. À Bordeaux, il rencontre le metteur en scène Guillaume Vincent.
Il suit des cours pendant trois années puis entre au Conservatoire national supérieur d'art dramatique, dont il sort diplômé en 2004. Il tourne dans son deuxième long-métrage en interprétant le rôle de Gauthier dans Les Amants réguliers de Philippe Garrel.

### Carrière

#### Théâtre et cinéma
L’année suivante, l’acteur tourne sous la direction d’Olivier Assayas et donne la réplique à Maggie Gyllenhaal dans Paris, je t'aime. Abonné au cinéma d’auteur, passant du drame à la comédie, il enchaîne avec La question humaine, Faut que ça danse, Belle Épine ou encore My Little Princess. Il prête ses traits au professeur de français du film de Riad Sattouf, Les Beaux Gosses, qui révèle notamment Vincent Lacoste. Son premier grand rôle lui est attribué dans la comédie burlesque Let My People Go! en 2011. Sa prestation, dans la peau de Ruben, un juif homosexuel en pleine crise existentielle, lui vaut d’être pré-sélectionné pour le César du meilleur espoir masculin.
Exploitant son caractère androgyne, le comédien incarne dans Les Rencontres d’après minuit, une soubrette fantasque et autoritaire se livrant à une orgie mélancolique aux côtés de Kate Moran et Niels Schneider. Par la suite, Riad Sattouf fait de nouveau appel à lui pour prêter sa voix au speakerine de Jacky au royaume des filles.
En 2015, Nicolas Maury connaît son plus grand succès grâce à son interprétation d’Hervé André-Jesack dans Dix pour cent. Assistant de l’agent de comédiens Gabriel Sarda (Grégory Montel), son personnage extraverti fait sensation par son sens de l’observation redoutable et ses répliques cinglantes. Entre-temps, il rejoint l’équipe du Palmashow pour leur premier long métrage, La folle histoire de Max et Léon.
Parallèlement à sa carrière d'acteur de cinéma, Nicolas Maury joue au théâtre. Il y travaille, entre autres, aux côtés de Philippe Minyana, Robert Cantarella, Yves-Noël Genod, Guillaume Vincent et Florence Giorgetti.

#### Passage à la réalisation
Son premier long-métrage comme réalisateur, Garçon chiffon, sort en 2020 avec Nathalie Baye dans le rôle de sa mère, mais aussi Arnaud Valois et  Laure Calamy.

## Filmographie

### Acteur

#### Cinéma
- 1998 : Ceux qui m'aiment prendront le train de Patrice Chéreau
- 2005 : Les Amants réguliers de Philippe Garrel : Gauthier
- 2005 : Backstage d'Emmanuelle Bercot : un fan
- 2006 : Paris, je t'aime segment 3e arrondissement, Quartier des Enfants-Rouges d'Olivier Assayas : Jeff
- 2007 : La Question humaine de Nicolas Klotz : Tavera
- 2007 : Faut que ça danse ! de Noémie Lvovsky : le chargé de clientèle
- 2009 : Les Beaux Gosses de Riad Sattouf : le prof de français
- 2010 : Belle Épine de Rebecca Zlotowski : Daniel Cohen
- 2011 : My Little Princess d'Eva Ionesco : Louis
- 2011 : Let My People Go ! de Mikael Buch : Ruben
- 2012 : Je ne suis pas mort de Mehdi Ben Attia : Antoine Deloÿs
- 2013 : Un château en Italie de Valeria Bruni Tedeschi : le metteur en scène
- 2013 : Les Rencontres d'après minuit de Yann Gonzalez : Udo
- 2014 : Jacky au royaume des filles de Riad Sattouf : le second speaker
- 2014 : Métamorphoses de Shanti Masud : le mal-aimé / le vampire
- 2015 : Le Dos rouge d'Antoine Barraud : le jeune journaliste
- 2016 : La Folle Histoire de Max et Léon de Jonathan Barré : Eugène
- 2018 : Les Tuche 3 d'Olivier Baroux : Barna Bé
- 2018 : Un couteau dans le cœur de Yann Gonzalez : Archibald Langevin
- 2019 : Perdrix d'Erwan Le Duc : Julien Perdrix
- 2019 : Les Envoûtés de Pascal Bonitzer : Sylvain
- 2020 : Garçon chiffon de lui-même : Jérémie Meyer
- 2020 : C'est la vie de Julien Rambaldi : Dr Antoine Moretti
- 2025 : Banger de So Me

#### Télévision
- 2015-2020 : Dix pour cent, série télévisée créée par Fanny Herrero : Hervé André-Jezak
- 2024  : Ça, c'est Paris ! de Marc Fitoussi : Adrien Baudry

#### Clip
- 2017 : Calypso Valois : Apprivoisé
- 2020 : Yelle : Vue d'en face, sur l'album L'ère du Verseau

### Création de voix
- 2022 : Hopper et le Hamster des ténèbres : Archie

### Réalisateur

#### Cinéma
- 2010 : Virginie ou la Capitale (moyen métrage)
- 2020 : Garçon chiffon (long métrage)

#### Télévision
- 2025 : Les Saisons (mini-série Arte)

## Théâtre

### Comédien
- 2005 : On ne saurait penser à tout d’Alfred de Musset, mise en scène Philippe Minyana
- 2005 : Hippolyte de Robert Garnier, mise en scène Robert Cantarella
- 2006 : Nous, les héros de Jean-Luc Lagarce, mise en scène Guillaume Vincent
- 2006 : Face au mur de Martin Crimp, mise en scène Julien Fišera
- 2006 : Sainte Jeanne des abattoirs de Bertolt Brecht, mise en scène Robert Cantarella, Julien Fisera et Wolfgang Menardi
- 2007 : Histoire d'amour (derniers chapitres) de Jean-Luc Lagarce, mise en scène Guillaume Vincent
- 2007 : Feuillets d'Hypnos de René Char, mise en scène Frédéric Fisbach
- 2008 : Voilà de Philippe Minyana, mise en scène Florence Giorgetti
- 2010 : L'Éveil du printemps de Frank Wedekind, mise en scène Guillaume Vincent
- 2011 : Please Kill Me, Part 1 d'après Legs McNeil, mise en scène David Gauchard
- 2011 : La Promenade de Noëlle Renaude
- 2011 : Les Rêves de Margaret de Philippe Minyana, mise en scène Florence Giorgetti
- 2011 : - je peux/ - oui mise en scène Yves-Noël Genod
- 2012 : La Dame de la mer de Henrik Ibsen, mise en scène Claude Baqué
- 2012 : La nuit tombe de Guillaume Vincent mise en scène Guillaume Vincent
- 2013 : 1979, conception Nicolas Maury
- 2013 : Son son de Mikael Buch, conception Nicolas Maury
- 2013 : Le Triomphe de l'amour de Marivaux mise en scène Galin Stoev
- 2014 : Anna et Martha de Dea Loher mise en scène Robert Cantarella
- 2014 : Lundi : Le lundi de Faust de Stéphane Bouquet, mise en scène Robert Cantarella
- 2014 : Mardi : Le paradis n'avait qu'une porte de Stéphane Bouquet, mise en scène Robert Cantarella
- 2014 : Mercredi : Il faut que personne ne l'aime de Stéphane Bouquet, mise en scène Robert Cantarella
- 2014 : Jeudi : Le goût des cendres de Stéphane Bouquet, mise en scène Robert Cantarella
- 2014 : Vendredi : normal, il chute ! de Stéphane Bouquet, mise en scène Robert Cantarella
- 2015 : Violentes femmes de Christophe Honoré, mise en scène Robert Cantarella
- 2016 : La Réplique, mise en scène Robert Cantarella
- 2017 : Épisode 4 de Stéphane Bouquet, mise en scène Robert Cantarella
- 2017 : Épisode 3 de Stéphane Bouquet, mise en scène Robert Cantarella
- 2017 : Épisode 2 de Stéphane Bouquet, mise en scène Robert Cantarella
- 2017 : Épisode 1 de Stéphane Bouquet, mise en scène Robert Cantarella
- 2018 : Le Jeu de l'amour et du hasard de Marivaux, mise en scène Catherine Hiegel, Théâtre de la Porte Saint-Martin
- 2020 : Steve Jobs d'Alban Lefranc, mise en scène Robert Cantarella, festival Actoral
- 2023: Un prince de Hombourg de Heinrich Von Kleist, adaptation Stéphane Bouquet, mise en scène Robert Cantarella, Théâtre Vidy-Lausanne

### Mise en scène
- 2019 : La Fin du courage de Cynthia Fleury, lecture par Isabelle Adjani et Laure Calamy, Palais de Tokyo puis la Scala, Paris

## Distinctions

### Réalisateur
- 2020 : Prix du public des Rencontres Cinématographiques de Limoges pour Garçon chiffon[8].
- Sélection officielle – Festival de Cannes 2020

### Acteur
- 2010 : Révélation aux Césars pour Belle Épine
- 2011 : Révélation aux Césars pour Let My People Go!
- 2021 : nomination au Lumière du meilleur acteur dans Garçon chiffon

## Discographie

### Albums studio
- 2023 - La Porcelaine de Limoges (Parlophone/Warner Music)

### Singles
- 2022 - Prémices (Parlophone/Warner Music)
- 2022 - Gentleman (Parlophone/Warner Music)